# 중서문하성
중서문하성(中書門下省)은 고려 때 국가의 행정을 총괄하던 관청으로, 기관의 수장은 문하시중이다. 당의 삼성육부제를 본딴 것으로 중서성과 문하성을 합쳐서 하나의 관청으로 만든 것으로, 고려는 국가의 규모가 작다하여 문하성과 중서성을 합하여 중서문하성을 두었다.
국초(國初)에는 내의성(內議省)이라고 하다가 982년(성종 1) 내사문하성(內史門下省)으로 고치고, 그 후 1061년(문종 15)에 중서문하성(中書門下省)으로 명칭을 바꾸었다. 1275년(충렬왕 1) 원(元)의 요구에 의하여 첨의부(僉議府)로 고치고 상서성(尙書省)을 첨의부에 병합하였다. 1293년(충렬왕 19)에 도첨의사사(都僉議使司)로 고치고, 1356년(공민왕 5) 고려의 자주성(自主性)을 회복코자, 모든 관직제도를 구제(舊制)로 환원할 때 중서문하성으로 고쳤다. 1362년 도첨의부(都僉議府)로 고치고, 1369년(공민왕 18) 문하부로 고쳤다. 문하부의 속관(屬官)은 국초 이래 명칭의 변개와 함께 증감·폐합이 잦았다. 조선 초기까지 문하부는 존속했는데, 1401년(태종 1)에 도평의사사와 함께 의정부로 통합되었다.

## 같이 보기
- 고려의 중앙 관제